# Boomerang (Espanya)
Boomerang va ser un canal de televisió, privat i de pagament, que emetia a Espanya. Era propietat de Time Warner i era operat per  Turner, també propietària de  Cartoon Network,  TNT,  TCM i TCM Clásico i operava sota la marca internacional  Boomerang. El canal tenia un senyal multiplexada, una hora més tard, anomenada Boomerang + 1.
El canal va iniciar les seves emissions en 1, separant de la cadena  Cartoon Network, on Boomerang era una secció diferenciada al canal. El canal era usat per Turner, per a l'emissió d'animació clàssica de la companyia, permetent Cartoon Network, l'emissió de contingut més modern.
El 1 set de 2011, el canal va cessar les seves emissions per donar pas a un nou canal anomenat  Cartoonito, un nou canal amb continguts enfocats als més petits de la casa amb edats d'entre 3 i 7 anys.

## Sèries
- Looney Tunes
- Baby Looney Tunes
- Tom i Jerry
- Les Aventures de Tom i Jerry
- Els Picapedra
- Backyardigans
- La vaca Connie
- Thomas i els seus amics
- Noddy
- L'Escola del Terror de Casper
- Scooby-Doo
- Foster, la casa dels amics imaginaris
- Droopy & L'Ós Barney
- L'Ós Yogui
- Garfield i els seus Amics
- Hong Kong Phooey
- Ashita no Nadja
- Reines Magues
- El chavo animat
- Krypto el Superperro
- Les aventures d'Toot & Puddle
- Pigi i els seus amics
- Hello Kitty i els seus amics
- Els terribles bessons Cramp
- Les supernenes
- Lunar Jim
- La mare Mirabelle
- Maxcotas
- Ruby Gloom
- Olivia
- Petita Princesa
- 'Jakers !, les aventures de Piggley Winks
- Pocoyó
- Pororo, el petit pingüí
- Pixie i Dixie
- SamSam
- Big Bag
- Pastís de Maduixa
- Doraemon
- Heidi (animi)
- Marc (animi)
- L'abella maia
- Vickie el víking
- Caillou
- El laboratori de Dexter
- La pantera rosa
- La pantera rosa i els seus amics
- Les actuacions boges
- Comandant Clark